# Црна Гуја
Црна Гуја (енгл. Blackadder) је генеричко име које обухвата четири серијала историјског ситкома и неколико специјала емитованих на каналу BBC One између 1983. и 1989. године. У свим серијалима су главне улоге тумачили Роуан Аткинсон као антихерој Едмунд Црна Гуја и Тони Робинсон као његов подређени, Болдрик. Сваки серијал је смештен у другачији историјски период, у којима се двојици протагониста придружују разни споредни ликови, мада се неколико њих поново појављује у више серијала, на пример, Мелчет (Стивен Фрај), лорд Перси Перси / капетан Душица (Тим Макинерни) и Џорџ (Хју Лори).
Први серијал под називом Црна Гуја (енгл. The Black Adder) написали су Ричард Кертис и Роуан Аткинсон, док су остале епизоде написали Ричард Кертис и Бен Елтон. Продуцент серије био је Џон Лојд. У ТВ анкети из 2004. године Црна Гуја је проглашен за други најбољи британски ситком свих времена (први је био Мућке). Часопис Empire га је прогласио за девету најбољу серију свих времена. У анкети коју је 2001. спровео Channel 4, Едмунд Црна Гуја се на листи „100 најбољих ТВ ликова” нашао на трећем месту.

## Опис
Иако је сваки серијал смештен у различит период британске историје, сваки прати судбину Едмунда Црне Гује (Роуан Аткинсон), који је у сваком историјском периоду члан британске лозе присутне на многим значајним догађањима у историји државе. Постоје импликације да је у сваком серијалу лик Црне Гује потомак претходног, иако се то не помиње директно. Иако је у првом серијалу прилично приглуп, он је у свакој следећој генерацији све више интелигентан, док му је друштвени статус све нижи. Увек је циничан, кукавица, опортуниста и манипулатор. 
Његов слуга је увек из породице Болдрика (Тони Робинсон), који је из генерације у генерацију све глупљи и прљавији. Њих двојица увек трпе присуство неког аристократе – у прва два серијала то је лорд Перси Перси (Тим Макинерни), а касније је то принц Џорџ и поручник Џорџ (Хју Лори).
Четири серијала обрађују четири периода британске историје, почев од 1485. године до 1917. године. Први серијал је смештен у период владавине краља Ричарда IV, који је наследио свог стрица Ричарда III (иако је заправо млађи Ричард умро као дете и није никад био крунисан за краља). Други серијал је смештен у време владавине краљице Елизабете I, трећи у време владавине краља Џорџа III и последњи, четврти серијал за време Првог светског рата. Сваки серијал има шест епизода.
Постоје и специјалне епизоде Божићна прича Црног Гује (пародија на Божићну причу Чарлса Дикенса) и Црна Гуја: Напред и назад (приказано на Нову 2000. годину, у којој Црна Гуја путује кроз време).

## Епизоде
| Сезона | Сезона | Епизоде | Епизоде | Оригинално емитовање | Оригинално емитовање |
| Сезона | Сезона | Епизоде | Епизоде | Премијера            | Финале               |
| ------ | ------ | ------- | ------- | -------------------- | -------------------- |
|        | 1.     | 6       | 6       | 15. јун 1983.        | 20. јул 1983.        |
|        | 2.     | 6       | 6       | 9. јануар 1986.      | 20. фебруар 1986.    |
|        | 3.     | 6       | 6       | 17. септембар 1987.  | 22. октобар 1987.    |
|        | 4.     | 6       | 6       | 28. септембар 1989.  | 2. новембар 1989.    |